# Hygieia

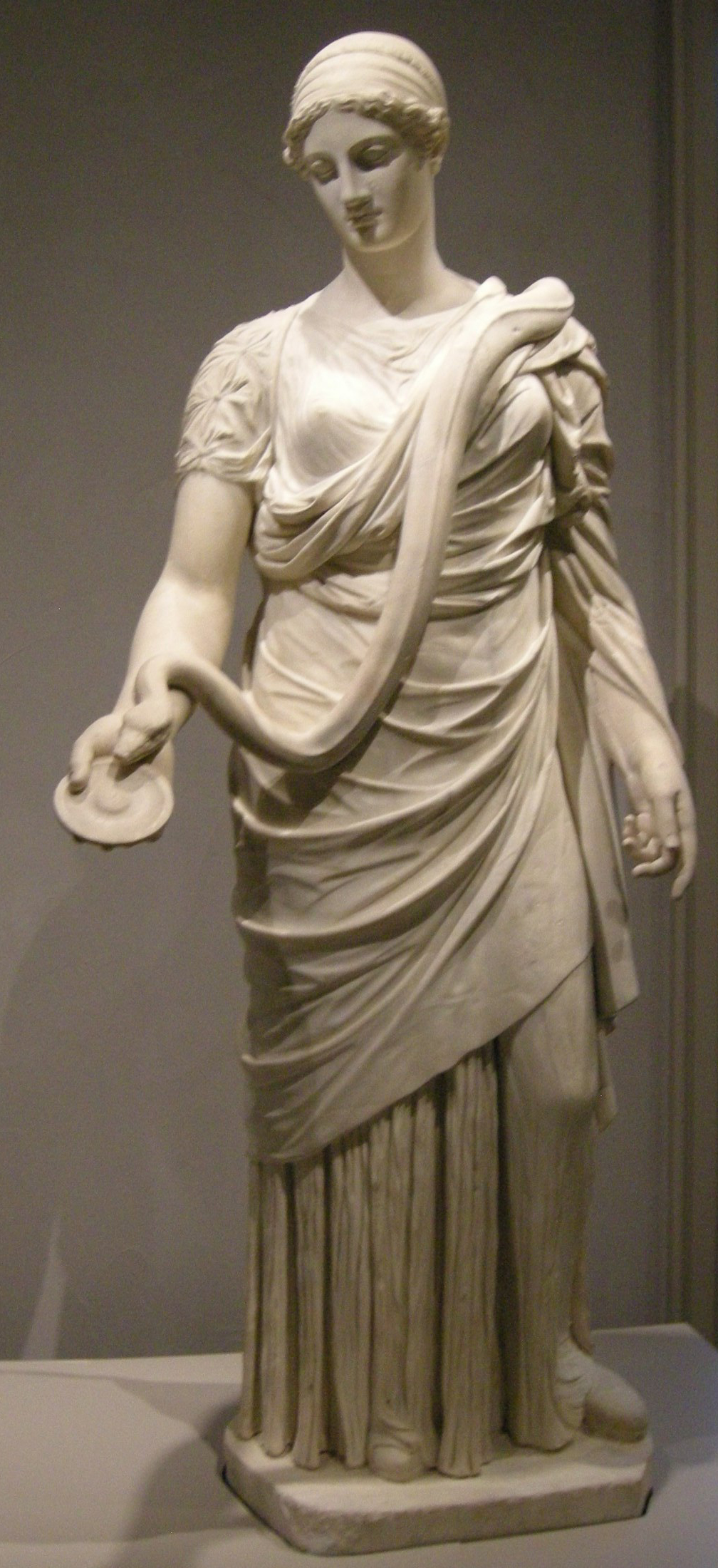
Statue der Hygieia, römische Kopie circa 130–160 nach einem griechischen Original um 360 v. Chr.; Los Angeles County Museum of Art

Hygieia oder Hygeia (altgriechisch Ὑγίεια Hygíeia oder Ὑγεία Hygeía – als personifizierte „Gesundheit“) ist in der griechischen Mythologie eine wohl zunächst unabhängige athenische Heilgottheit. Die spätere Weiterentwicklung des Mythos machte sie zu einer der Töchter des Asklepios, stellenweise zu dessen Gemahlin. Auch Hermes wird als ihr Gemahl genannt. Als Mutter wird meist Epione vorausgesetzt, entsprechend gehört sie in den Reigen der Asklepiostöchter und ihre Schwestern sind Iaso, Akeso und Panakeia,  die Göttin der Medizin und Zauberei, während Hygieia die Göttin der Gesundheit ist. Mit der Zeit wurde sie hinsichtlich ihrer Bedeutung die erste unter den Töchtern des Asklepios und im Asklepieion von Titane war sie die einzige neben Asklepios verehrte Tochter. Gleiches war im Asklepieion von Athen der Fall. Weitere Orte ihrer Verehrung waren Oropos, wo sie zusammen mit Amphiaraos den Kult empfing, Thispe, Thespiai (zusammen mit Dionysos und Tyche). Zusammen mit Asklepios wurde sie verehrt in Elateia, Megara Hyblaia, Korinth, Boiai in Lakonien, Argos und Pergamon.
Meist wird Hygieia mit einer aus einer Schale trinkenden Schlange oder einem Füllhorn voller Früchte dargestellt. Hygieias Brüder sind Machaon und Podaleirios. Von Hygeia wurde während des Tempelschlafes Heilung erhofft oder aber auch das Erteilen medizinischer Ratschläge in Form von Traumorakeln. Gelegentlich wird die Hygieia auch zusammen mit Asklepius abgebildet.

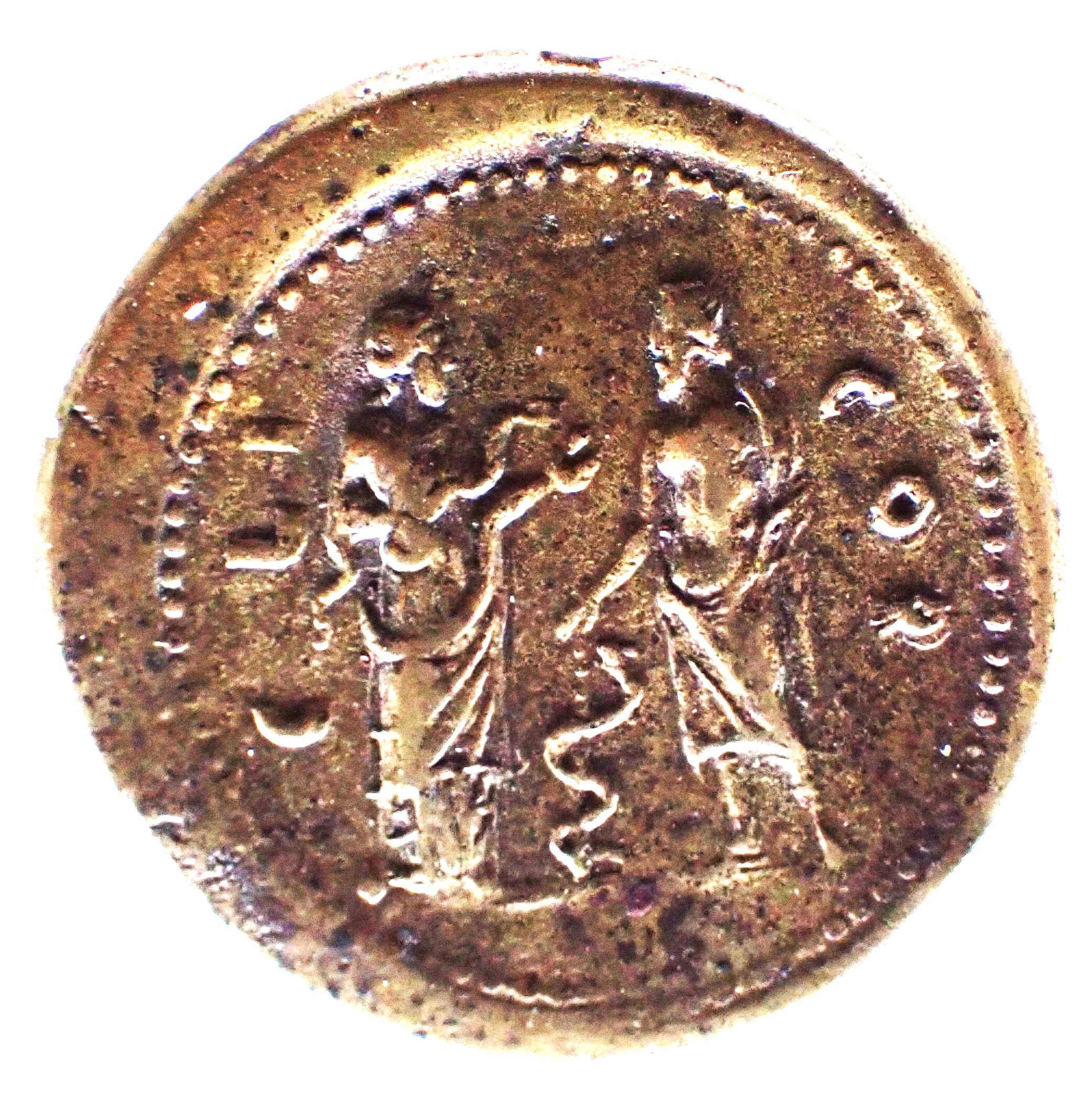
Asclepios und Hygieia auf antiker Silbermünze aus Korinth

Ihr Name wird gleich am Anfang des Eids des Hippokrates angerufen:
Ὄμνυμι Ἀπόλλωνα ἰητρὸν καὶ Ἀσκληπιὸν καὶ Ὑγείαν καὶ Πανάκειαν, καὶ θεοὺς πάντας τε καὶ πάσας ἵστορας ποιεύμενος …
„Ich schwöre bei Apollon, dem Arzt, und Asklepios, Hygeia, Panakeia sowie alle Götter und Göttinnen als Zeugen anrufend …“
Hygieia gilt als Schutzpatronin der Apotheker. Das Wort Hygiene ist von dem dazugehörigen Adjektiv hygieinós (ὑγιεινός „der Gesundheit dienlich“) abgeleitet.

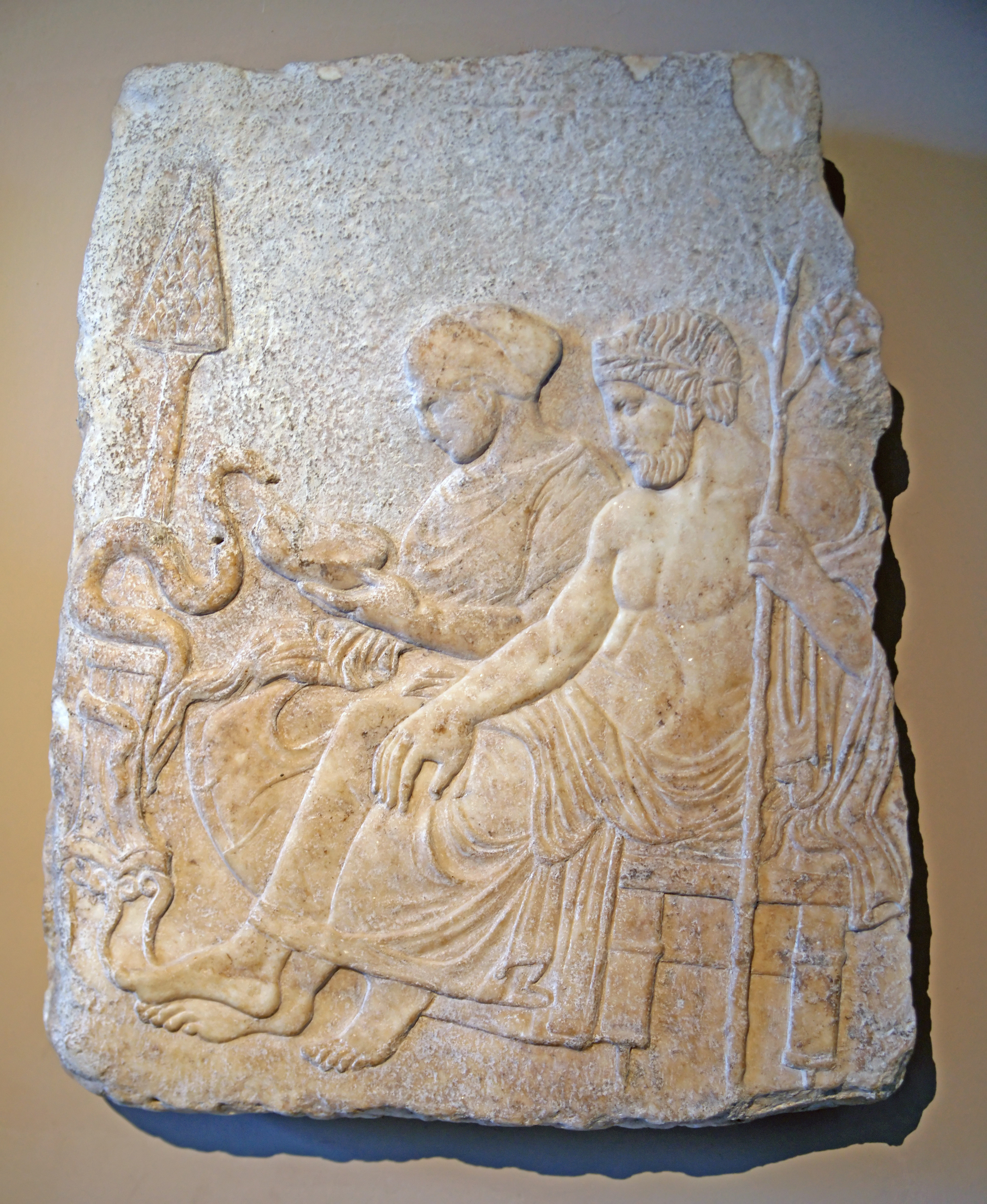
Hygieia und Asklepios, 5. Jahrhundert v. Chr., Relief im Archäologischen Museum Istanbul (Inv. Nr. 109 T)
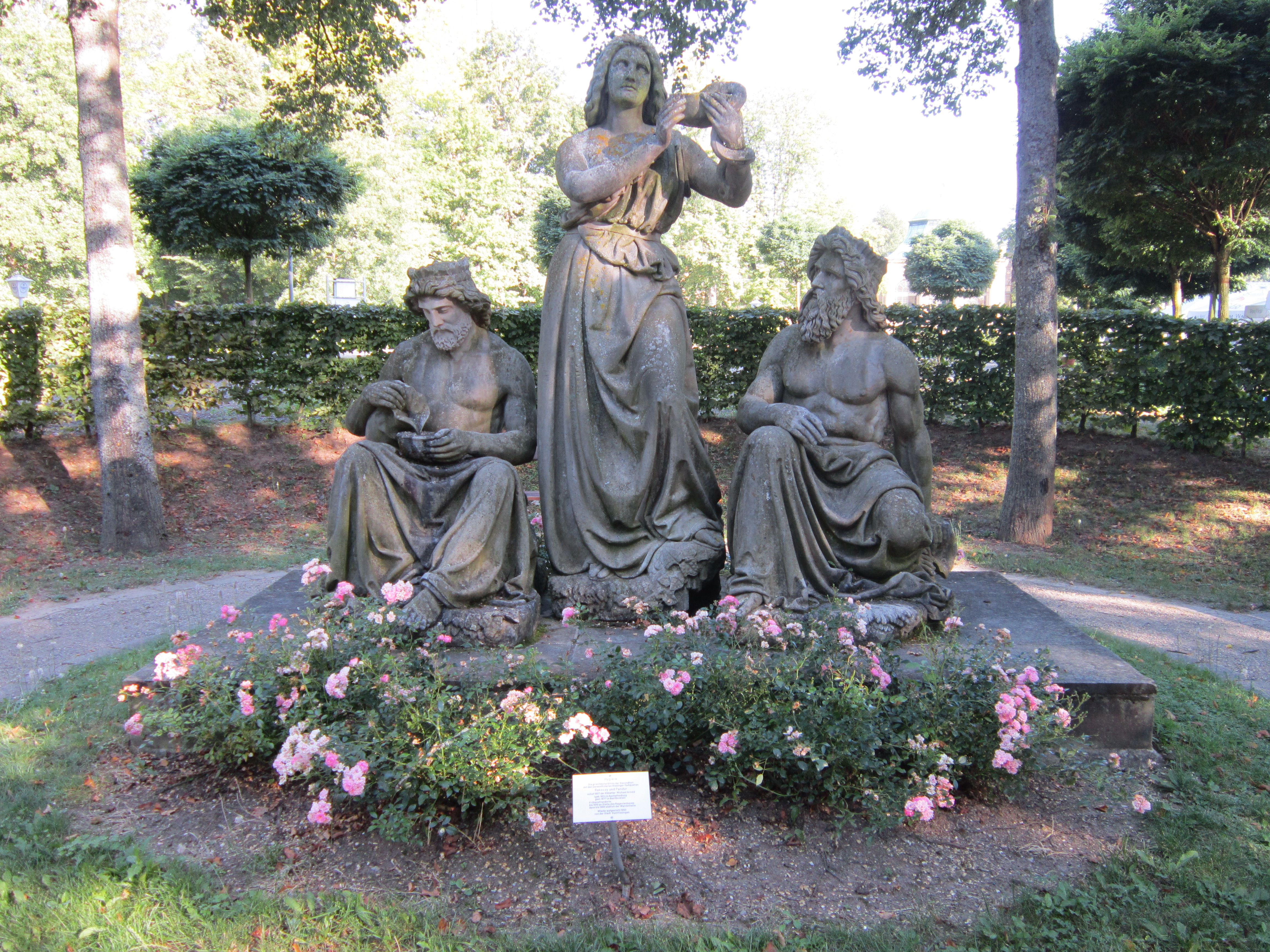
Hygieia-Skulptur von 1857 flankiert von „personifizierten Heilquellen“ in Bad Kissingen
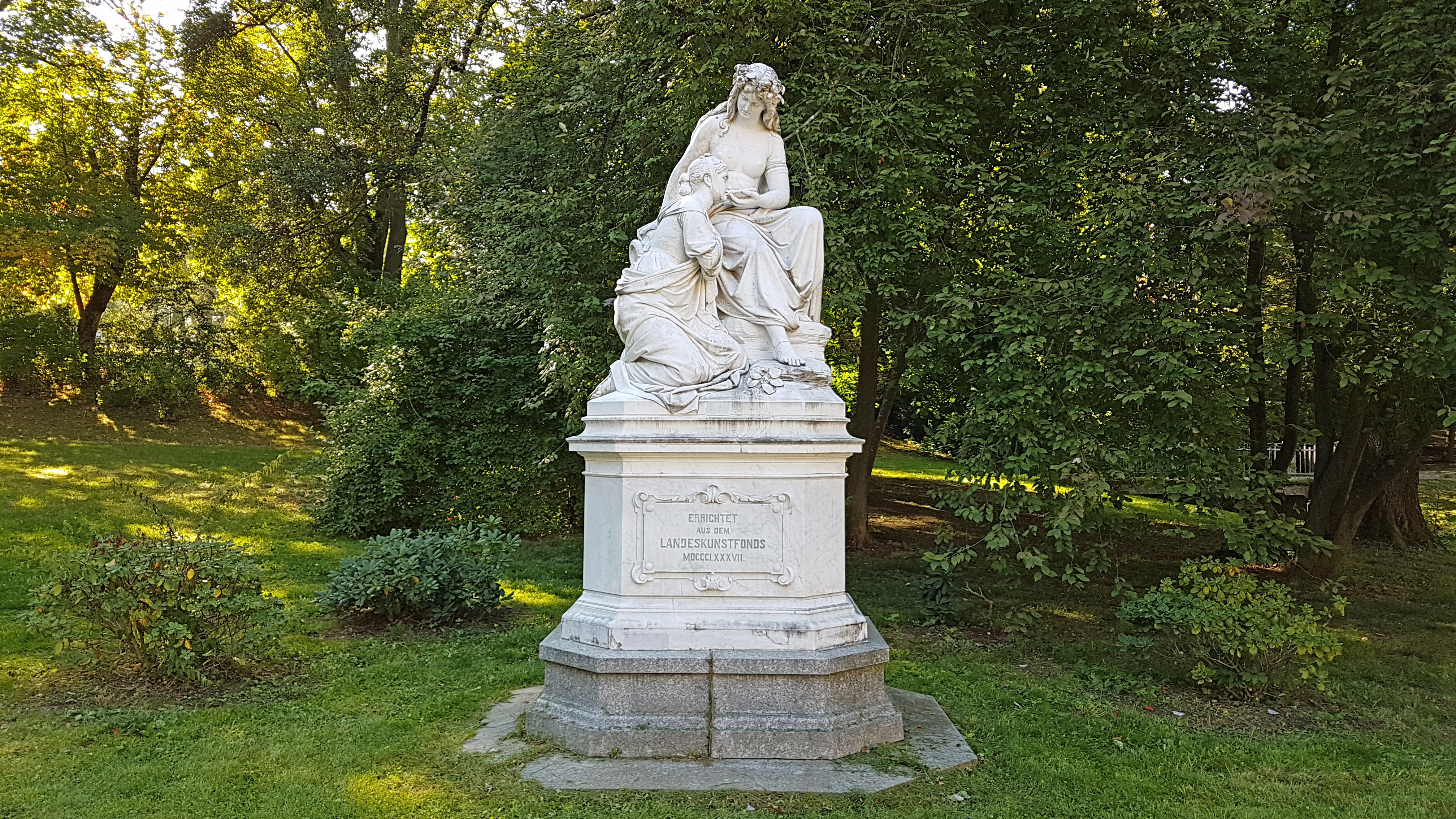
Hygeia-Skulptur von 1887 in Bad Elster im Albertpark
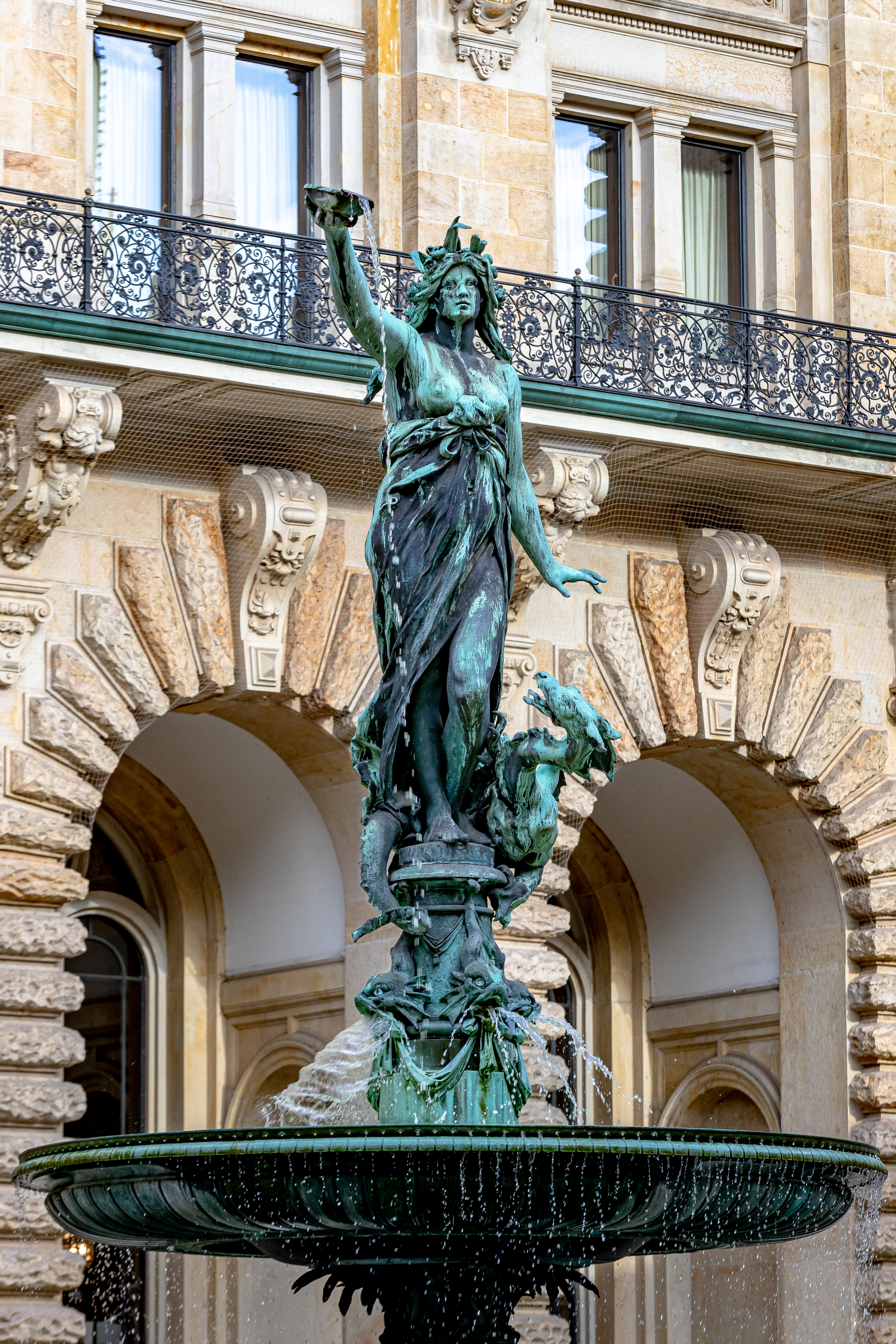
Hygieia-Brunnen von 1896 im Innenhof des Hamburger Rathauses
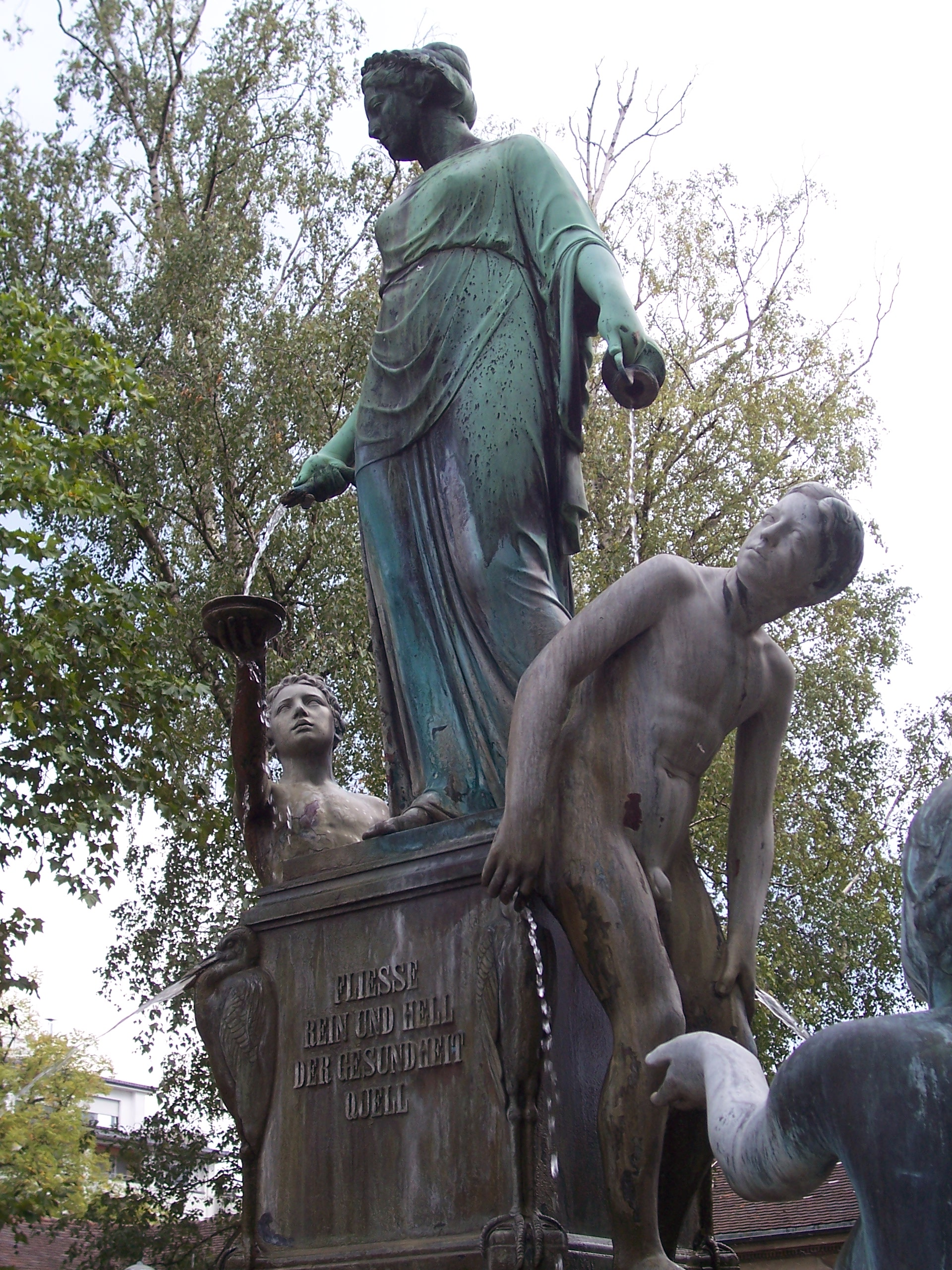
Hygieia-Brunnen von 1905 in Karlsruhe